# Système automatisé de maintien dans la voie

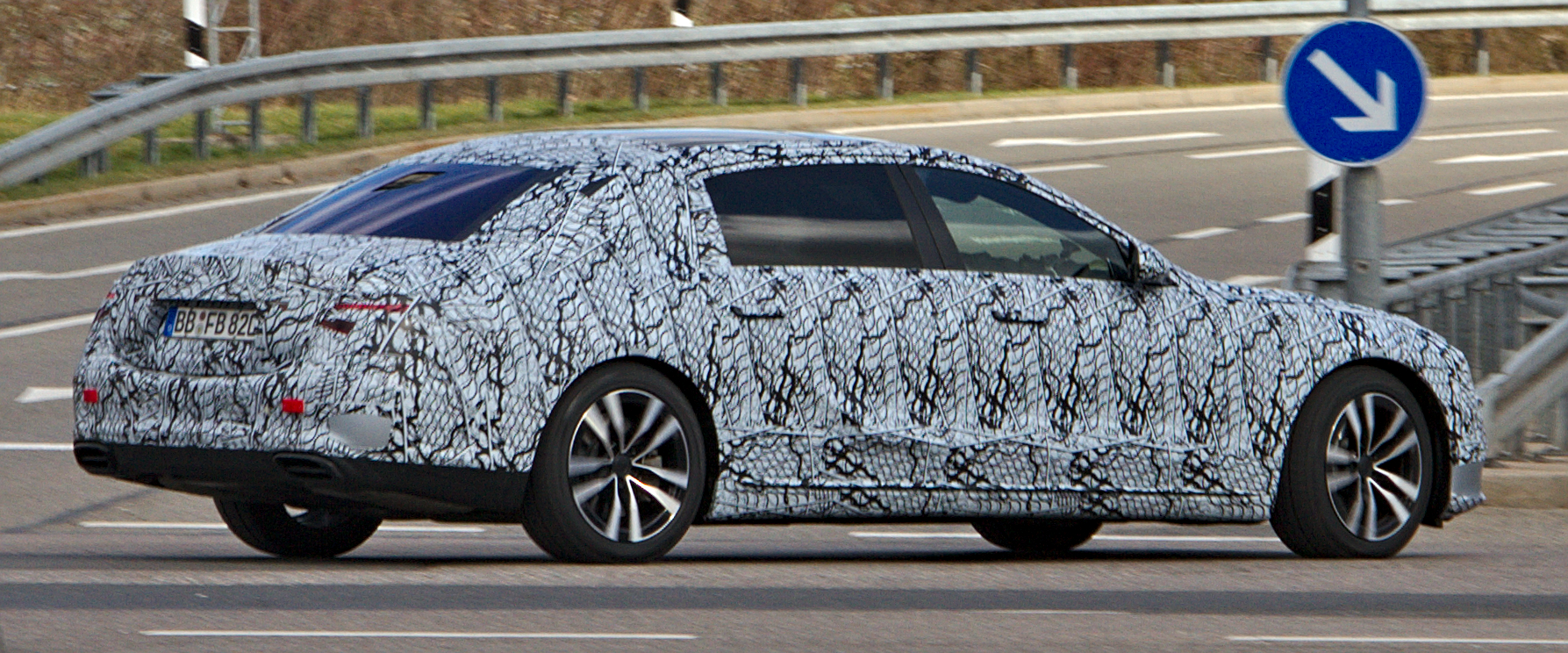
Mulet camouflé d'une Mercedes-Benz Classe S, premier véhicule équipé d'un système automatisé de maintien dans sa voie, en mars 2020 à Vaihingen-sur-l'Enz.

Le système automatisé de maintien dans la voie, aussi connu sous le sigle ALKS (de l'anglais : automated lane-keeping system) est un système de conduite autonome de véhicule capable sur une route à caractéristique autoroutière de maintenir un véhicule dans sa voie et de rester à distance du véhicule qui précède.
Le caractère autonome tient au fait que le système est de niveau 3, ce qui signifie que l'interaction du conducteur est limitée pendant que le véhicule fonctionne automatiquement.
Le système a été adopté par 54 parties dont l'Union européenne et plus d'une vingtaine de ses États-membres, le 22 janvier 2021,.

## Dénomination
Le système était dénommé système automatisé de maintien dans la voie dans une version préliminaire d'avril 2020.
Le règlement a été officiellement proposé le 3 juillet 2020 sous cette appellation de système automatisé de maintien dans la voie,. Il fait référence à la voie de circulation dans laquelle roule le véhicule.
Le système s'appelle automatischen Spurhalteassistenzsystems en allemand et automated lane keeping system en anglais.
Le terme commercial commun de cette fonction en anglais est le Traffic-Jam-Chauffeur.

## Histoire

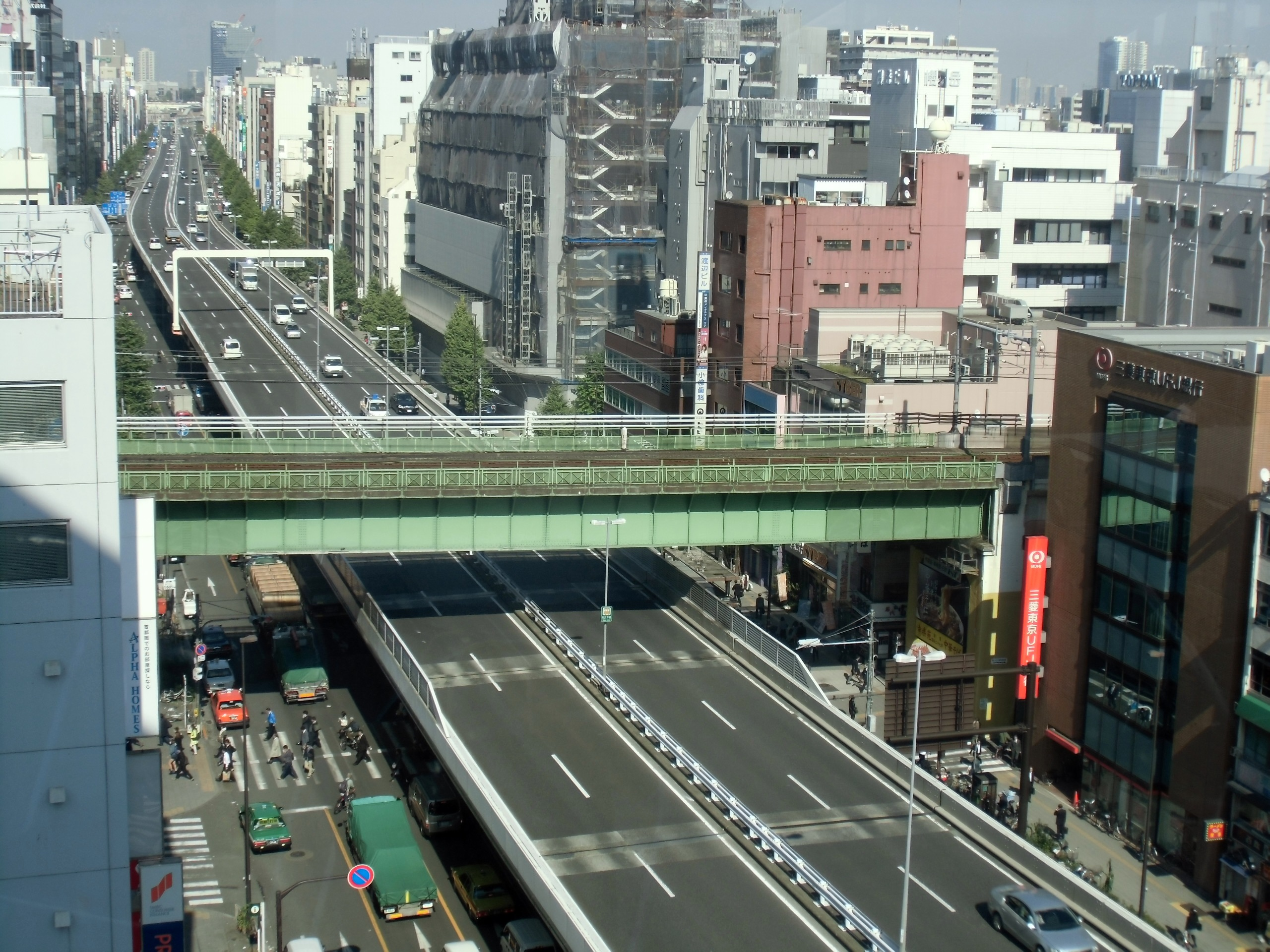
Le Japon est doté d'un large réseau d'autoroutes urbaines, avec une vitesse de conception pouvant atteindre 60 ou 80 km/h qui pourraient être adaptées au « système automatisé de maintien de trajectoire » que le Japon appliquera dès 2021.

### Genèse
Ce règlement international a été défini et adopté en avril 2020 par le Forum mondial pour l'harmonisation des règlements concernant les véhicules, et la commission économique pour l'Europe des Nations unies (CEE-ONU) pour entrer en vigueur en janvier 2021,. Ce premier règlement concernant les véhicules de niveau 3 est conclu l'année où le Japon et la Corée du Sud, deux membres du forum, veulent introduire les véhicules de niveau 3 sur leurs routes.
Il s'agit du premier règlement international contraignant sur l'automatisation de niveau 3 des véhicules.
Les principaux pays ayant participé à la rédaction de cette réglementation sont : la France, l'Allemagne, les Pays Bas, le Japon, la Corée du Sud, la Suède, la fédération de Russie, l'Espagne, l'Italie, l'Union européenne et le Royaume-Uni.
Dès le mois de janvier 2021 — à l'issue de la période de six mois commencée mi-2020 — le système peut être approuvé dans les pays CEE-ONU qui ne se sont pas opposés à l'accord :

« À l’expiration du délai de six mois suivant la date de la notification dépositaire C.N.297.2020.TREATIES-XI.B.16 du 22 juillet 2020 par laquelle le Secrétaire général a transmis aux Gouvernements des Parties contractantes le texte du projet de Règlement de l’ONU no 157, aucune des Parties contractantes à l'Accord n'a informé le Secrétaire général de son intention de ne pas appliquer ledit Règlement de l’ONU à la date de son entrée en vigueur, en vertu des paragraphes 3 et 4 de l’article 1 de l'Accord.
Par conséquent, conformément au paragraphe 3 de l’article 1 de l'Accord, le projet de Règlement de l'ONU est adopté en tant que Règlement de l’ONU no 157. En vertu du paragraphe 4 de l’article 1 de l’Accord, la date de l’entrée en vigueur du Règlement de l'ONU no 157 à l’égard de toutes les Parties contractantes est le 22 janvier 2021. »

— Le secrétaire général de l’Organisation des Nations unies, 1er février 2021
Des pays comme le Japon, le Royaume-Uni ou la Corée sont intéressés par son déploiement, alors que ce type de produit doit aussi être disponible dans le marché unique européen : certains constructeurs envisagent de commercialiser dès fin 2020 des véhicules dont la mise à jour fonction autonome pourra être téléchargée après son homologation en 2021[réf. nécessaire].
Le 5 mars 2021 Honda lance cent voitures Honda Legend de niveau 3 pour environ 100 000 €. Le véhicule est doté d'une fonction de maintien automatisé dans la voie sous la dénomination traffic jam pilot de niveau 3
Le 8 et le 12 avril 2021, Lexus lance au Japon la Lexus LS et la Mirai toutes deux équipées de la technologie Advanced drive — version non autonome — qui met en œuvre certains concepts du système automatisé de maintien dans la voie.
La Mercedes-Benz Classe S (Type 223) a été conçue pour que son système automatisé de maintien dans la voie fonctionne en Allemagne et au Royaume-Uni dès 2021.

### 2022: poids lourds
Après qu'il a été autorisé pour tous les véhicules en 2021, l'amendement permettant d'homologuer cette fonction aux poids lourds, autobus et autocar sera en vigueur en juin 2022 dans les 54 pays parties prenantes à l'accord de 1958 qui reconnaissent déjà le règlement 157 en vigueur depuis 2021.

### Extensions fonctionnelles
Les fonctionnalités à venir permettraient le changement de file, ou bien des vitesses plus élevées jusqu'à 130 km/h .
Cette extension fonctionnelle est définie dans les textes par la série 01 d'amendements du règlement.

### Évolutions futures
Ce type de système est considéré comme une première étape. Des extensions territoriales et fonctionnelles sont envisagées, comme le texte original elles sont soumise à un délai de six mois.

#### Extensions territoriales
Des pays comme les États-Unis, la Chine et l'Allemagne envisagent une approche plus générique pour d'autres types de routes.

#### Autres évolutions
Certains points restent à résoudre, notamment concernant la question de la responsabilité.

## Fonction

Schématiquement, le système automatisé de maintien dans la voie reste au centre de la voie, à distance du véhicule précédent et idéalement évite les accidents.

« L'ALKS contrôle le déplacement latéral et longitudinal du véhicule pendant des périodes prolongées sans intervention du conducteur. L’ALKS est un système qui, une fois activé, dirige le véhicule. »

— Règlement 157 sur les systèmes automatisés de maintien dans la voie
.

## Environnement technique humain et routier

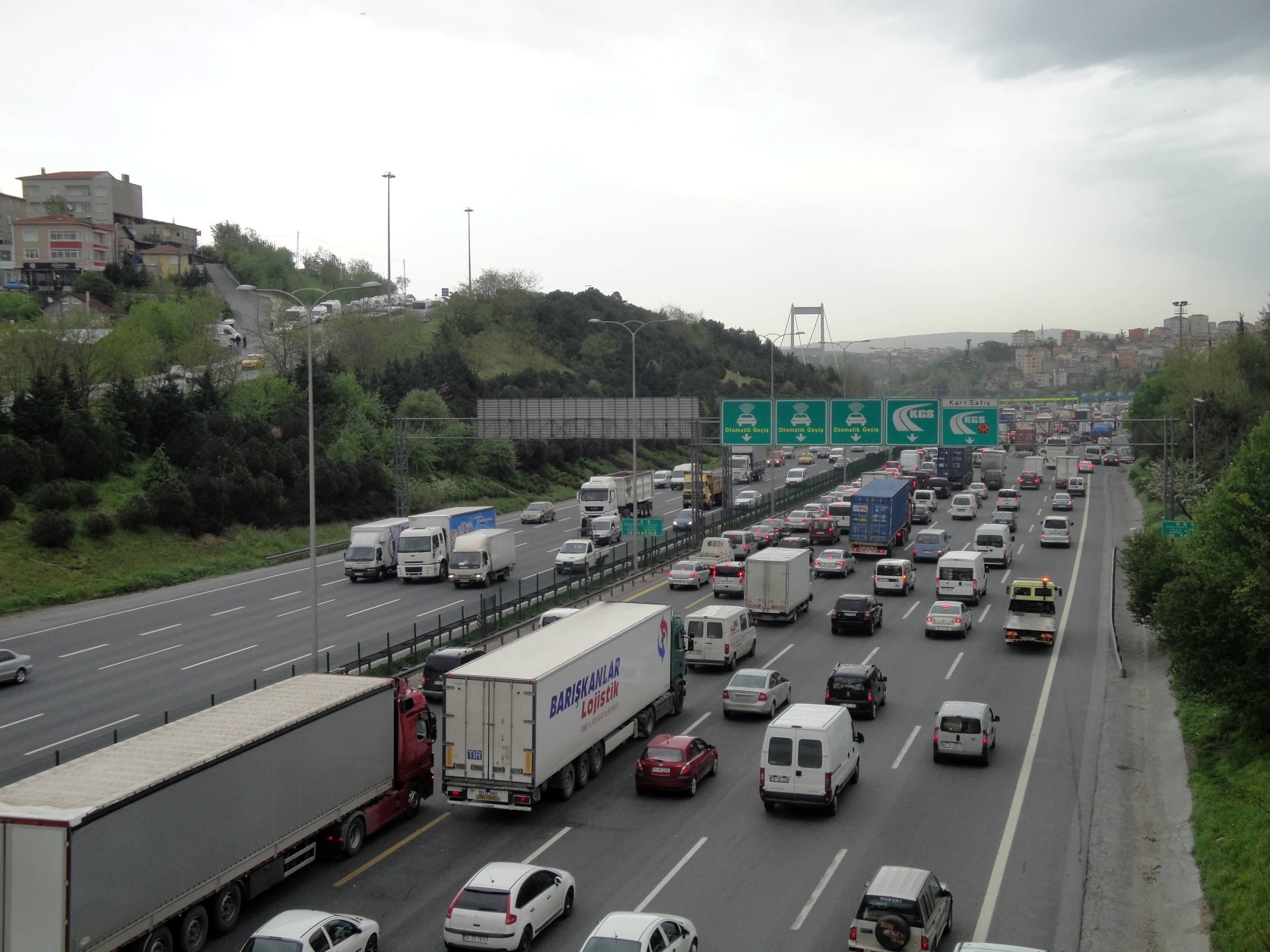
Embouteillage sur une autoroute à Istanbul, en Turquie.

Le règlement ALKS, adopté en 2020, permet la délégation de conduite de niveau 3 sur routes à chaussés séparées jusqu'à 60 km/h dans un premier temps. Ces condition correspondent au cas d’utilisation en embouteillages (aussi connu sous le terme  de Fonction Traffic Jam Chauffeur).
Le système automatisé de maintien dans la voie est conçu pour fonctionner sans aucune intervention du conducteur dans un domaine de conception fonctionnelle (en) défini par le constructeur et qui constitue les conditions de fonctionnement spécifiques. Il comprend notamment les conditions environnementales, géographiques ou météorologiques, l'heure, la circulation, l'infrastructure, la plage de vitesses,.
Pour être activé, ce système automatique devra se trouver dans un environnement approprié :
- conducteur assis, attaché et disponible ;
- bon fonctionnement du système de stockage de données pour la conduite automatisée (DSSAD) ;
- voie de type autoroutière : route interdite aux piétons et cyclistes équipées d'une séparation physique entre les deux sens de circulation ;
- autres conditions environnementales[6].

### Interface homme-machine
L'interface homme machine doit être dotée de plusieurs éléments :
- système de détection de la disponibilité du conducteur ;
- activation, désactivation et intervention du conducteur ;
- neutralisation du système ;
- information du conducteur.

L'information du conducteur doit notamment indiquer :
- l’état du système ;
- toute défaillance affectant le fonctionnement du système ;
- toute demande de transition, par au moins un signal visuel et en plus un signal d’avertissement sonore et/ou tactile ;
- toute manœuvre à risque minimal, par au moins un signal visuel et en outre, un signal d’avertissement sonore et/ou tactile ;
- toute manœuvre d’urgence, par un signal visuel.

L'attention du conducteur est vérifiée en s'assurant que le regard du conducteur est tourné vers la route ou vers les rétroviseurslors de la reprise en main du véhicule.

### Activités autres que la conduite
Le conducteur a la possibilité de faire d'autres actions que de conduire son véhicule. Ces autres actions devraient être directement liées au véhicule : lecture d'une vidéo, jeu vidéo, email, etc.
Le système devra désactiver automatiquement ces activités secondaires dès qu'il aura demandé au conducteur de reprendre la conduite du véhicule.

### Système de stockage de données pour la conduite automatisée
Le système de stockage de données pour la conduite automatisée — d’acronyme DSSAD — doit permettre de connaitre les interactions entre le véhicules et le conducteur, en cas d'accident,.
Le système de stockage de données pour la conduite automatisée doit permettre d'enregistrer divers événements :
- activation du système ;
- désactivation du système ;
- demande de transition par le système ;
- réduction ou arrêt de l'intervention du conducteur ;
- début d'une manœuvre d'urgence ;
- fin d'une manœuvre d’urgence ;
- action de déclenchement de l’enregistreur de données de route ;
- détection d’un danger de collision ;
- déclenchement d’une manœuvre à risque minimal par le système ;
- défaillance grave de l’ALKS ;
- défaillance grave du véhicule[20].

Ces événements doivent être horodatés avec une précision de mille millisecondes, mais en conservant la chronologie des événements survenant simultanément. La durée de conservation de ces données pourrait dépendre de la législation du pays.
Les données doivent être conservées après un choc correspondant au règlements ONU no 94, 95 ou 137.

### Manœuvres
L'ALKS devra être capable d'exécuter différents types de manœuvres :
- manœuvres automatiques de freinage ou d'évitement en cas de risque imminent de collision, dites manœuvres d'urgence ;
- demandes de transition, lorsque le système demande au conducteur de reprendre le contrôle ;
- manœuvres à risque minimal, c'est‑à‑dire des manœuvres automatiques mettant en sécurité le véhicule si le conducteur ne reprend pas la main dans les temps qui lui sont impartis (10 secondes) ;
- l'ALKS devra détecter les véhicules prioritaires puis demander au conducteur de reprendre la main.

## Controverse
Le danger que ce système automatique pourrait causer aux motocyclistes soulève une controverse d'après l'Association des constructeurs européens de motocycles.
Cette technologie a créé des débats au Royaume-Uni avec le gouvernement, le parlement et les assurances pour savoir quelle législation serait adaptée à cette technologie.

### Controverses britanniques
Au Royaume-Uni, dans la consultation qui se termine au 27 octobre 2020, le Système automatisé de maintien dans la voie est critiqué par Thatcham Research et l'Association des Assureurs Britanniques (ABI) au motif qu'il ne serait pas suffisamment sur.
Selon Thatcham Research et les assureurs britanniques, le Système automatisé de maintien dans la voie n'aurait pas les mêmes capacités qu'un conducteur expérimenté et concentré. De ce fait, ces sociétés proposent de classer la fonctionnalité en aide à la conduite (niveau 2) plutôt qu'en automobile automatisée (niveau 3).
Les sociétés ont imaginé trois scénarios ou un Système automatisé de maintien de trajectoire peut réagir différemment d'un conducteur :
- Présence de débris dans la voie
- Empiètement sur la voie d'un piéton
- Fermeture d'une voie autoroutière[23].

Un autre point critiqué est le temps de reprise en main, limité à quatre secondes par des technologies qui sondent une distance de 120 mètres, là où un conducteur nécessite quinze secondes pour réagir à un risque routier.
Toutefois, le Royaume-Uni se prépare à être le premier pays en 2021 à autoriser le système automatisé de maintien dans la voie.
L'ETSC critique également le Royaume-Uni pour vouloir déployer à la demande de constructeur automobile le système à des vitesses autoroutières de 112 km/h alors qu'aucune étude de sureté à ces vitesses n'a été envisagée pendant le développement du règlement.

## Spécificités du droit local

### Spécificités britanniques

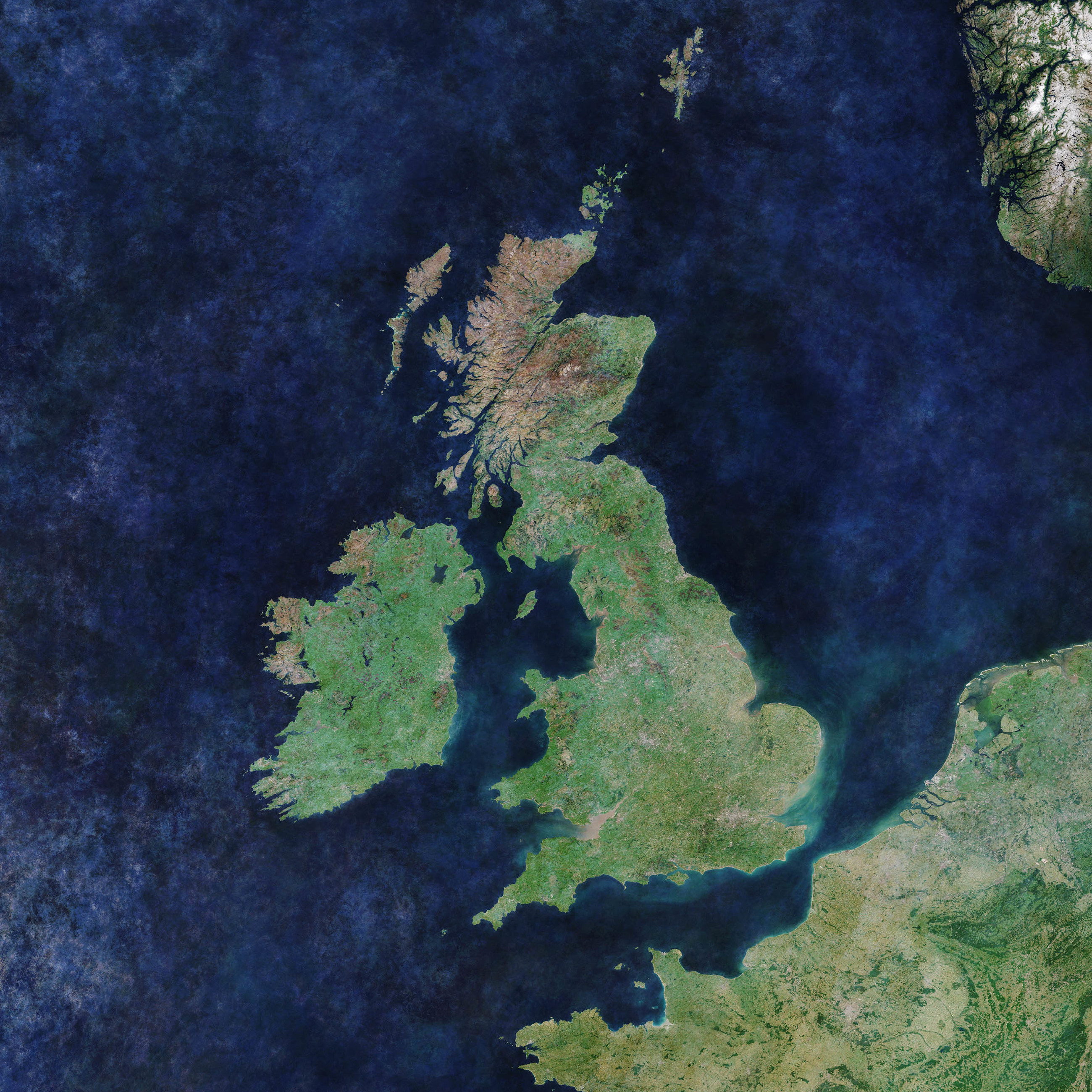
Le Royaume-Uni situé sur une partie des îles Britanniques

#### Consultation publique
Les Britanniques envisagent d'autoriser l'ALKS à des vitesses jusqu'à 113 km/h. Pacts s'y oppose au motif que le système n'est conçu que pour des vitesses jusqu'à 60 km/h,.
Le Royaume-Uni cherche à savoir si l'ALKS est complètement compatible avec le Highway Code de Grande-Bretagne  — et notamment les règles 144, 261, 270, 286, 226, 236,258, 106, 107, 108, 109, 281, 227, 231, 233 — ce qui peut conduire le gouvernement de Grande-Bretagne à mettre à jour le Highway Code si nécessaire dans certains cas :
- capacité à détecter une limitation de vitesse temporaire annoncée par un panneau lumineux sur le dessus de la file ;
- capacité à détecter un accident pour réaliser l'arrêt obligatoire en cas d'accident, par exemple dans le cas d'une motocyclette circulant en interfile. Pacts considère que l'ALKS n'a pas été prévu pour cela[25],[26] ;
- cas d'un arrêt causé par une mauvaise transition ;
- cas d'un véhicule suivi par la police qui doit s'arrêter selon la loi britannique.

Autres interrogations :
- barrières légales l'accès aux données en cas d'enquête pour accident ;
- la formation des conducteurs aux spécificités du véhicule ;
- classification des véhicules ALKS en tant que véhicules automatiques au sens de la loi britannique, responsabilité du fabricant et du conducteur en cas d'accident ;
- l'utilisation d'un ALKS doit-il permettre de vaquer à d'autres occupation[27] ?

À la suite des retours de l'industrie et de l'entrée en vigueur de la réglementation, le Royaume-Uni n'a pas décidé s'il souhaitait autoriser la technologie à une vitesse de 37 mph ou à une vitesse de 70 mph.

#### Réponses à la consultation
Au Royaume-Uni, les réponses à la consultation ont été publiées.
La majorité des réponses ne voient pas d'obstacle juridique à l'accès de la police aux données pour les enquêtes sur les incidents. Cependant, certaines réponses ont exprimé des inquiétudes sur les capacités d'accès, de la police et des assureurs, aux données en cas de besoin et à la pertinence des données enregistrées pour permettre les enquêtes sur les incidents.
La majorité des personnes interrogées estiment que les conducteurs doivent comprendre les capacités et les limites du système ALKS afin de pouvoir l'utiliser en toute sécurité. De nombreuses approches ont été suggérées en matière d'éducation et d'information, mais seule une minorité a proposé une formation obligatoire des conducteurs. Les personnes interrogées pensent également que les constructeurs ont la responsabilité de s'assurer que les conducteurs comprennent comment leurs véhicules s'utilisent et que des approches et des messages communs seront nécessaires.
Une campagne de sensibilisation du public visant à éduquer tous les conducteurs sur les véhicules ALKS et à informer les autres usagers de la route a été largement soutenue.

#### Autres spécificités britanniques
Le Royaume-Uni envisage que le conducteur devienne user-in-charge le temps de la conduite automatisée (ALKS) et que cet user-in-charge redevienne juridiquement conducteur dès que l'ALKS lui rende la main, y compris s'il ne reprend pas le véhicule en main.

### Spécificités françaises
En France, le décret du 14 avril 2021 encadre en cas d'accident l'accès aux données de délégation de conduite.

« Art. L. 1514-4.-I.-En cas d'accident de la route, les organismes chargés de l'enquête technique prévue à l'article L. 1621-2 ont accès aux données des dispositifs d'enregistrement des données d'état de délégation de conduite, pour la seule finalité de l'étude et de l'analyse des accidents.
« II.-A cette fin, le constructeur du véhicule terrestre à moteur ou son mandataire garantit l'intégrité de ces données.
« Dans le cas où le constructeur du véhicule terrestre à moteur ou son mandataire a accès à ces données à distance, lorsque le véhicule est équipé de moyens de communication permettant de les échanger avec l'extérieur, les modalités d'accès aux données et de leur conservation par ces personnes, dont la durée ne peut dépasser six ans à compter de la date de l'accident considéré, sont précisées par décret en Conseil d'État. »

— Ordonnance no 2021-442 du 14 avril 2021 relative à l'accès aux données des véhicules
;

« Art. L. 1514-5.-I.-En cas d'accident de la route, ont accès aux données des dispositifs d'enregistrement des données d'état de délégation de conduite relatives aux conditions d'activation, de désactivation et de reprise en main du système de conduite automatisé, sous réserve, le cas échéant, de l'acceptation des conditions financières prévues au VI :
« 1° Les entreprises d'assurance qui garantissent les véhicules impliqués dans l'accident, aux fins de déterminer les indemnisations nécessaires à l'application du contrat d'assurance concerné prévus à l'article L. 121-12 du code des assurances, exclusivement lorsque le traitement de ces données est nécessaire à l'exécution du contrat d'assurance concerné ;
« 2° Le fonds de garantie des assurances obligatoires de dommages mentionné à l'article L. 421-1 du code des assurances pour la même finalité, lorsqu'aucune entreprise d'assurance n'est en mesure de procéder aux indemnisations dans le cadre de l'exécution d'un contrat d'assurance.
« II.-Le consentement de la personne concernée, conducteur ou utilisateur de l'un des véhicules impliqués, au traitement de ces données n'est pas requis pour ces finalités. »

— Ordonnance no 2021-442 du 14 avril 2021 relative à l'accès aux données des véhicules
D'après 20 minutes, en France, ce type de système serait réglementé par un décret de mi-année 2021.

### Spécificités suisses
Trois cas de conduite automatisée seront autorisés à partir du 1er mars 2025,,.
- Pilotage automatique sur autoroute pour les systèmes homologués (voir Système automatisé de maintien dans la voie).

## Distances de sécurité
| Vitesse réelle du véhicule équipé de l'ALKS \| | Vitesse réelle du véhicule équipé de l'ALKS \| | Écart temporel minimal | Distance de sécurité |
| (km/h)                                         | (m/s)                                          | (s)                    | (m)                  |
| ---------------------------------------------- | ---------------------------------------------- | ---------------------- | -------------------- |
| 7,2                                            | 2,0                                            | 1,0                    | 2,0                  |
| 10                                             | 2,78                                           | 1,1                    | 3,1                  |
| 20                                             | 5,56                                           | 1,2                    | 6,7                  |
| 30                                             | 8,33                                           | 1,3                    | 10,8                 |
| 40                                             | 11,11                                          | 1,4                    | 15,6                 |
| 50                                             | 13,89                                          | 1,5                    | 20,8                 |
| 60                                             | 16,67                                          | 1,6                    | 26,7                 |

## Texte de référence

Le système automatisé de maintien dans la voie, ALKS de l'anglais automated lane keeping system, est un concept décrit par le règlement 157 annexé à l'accord de 1958 de la Commission économique pour l'Europe des Nations unies (UNECE) et intitulé « Accord concernant l'adoption de prescriptions techniques uniformes applicables aux véhicules à roues, aux équipements et aux pièces susceptibles d'être montés ou utilisés sur un véhicule à roues et les conditions de reconnaissance réciproque des homologations délivrées conformément à ces prescriptions »,.
| Amendement à l' addendum | Série | Complément     | Entrée en vigueur | Note                                                                                    |
| ------------------------ | ----- | -------------- | ----------------- | --------------------------------------------------------------------------------------- |
| -                        | 00    | Début de série | 22 janvier 2021   | Pour les véhicules M1 jusqu'à 60 km/h                                                   |
| 1                        | 00    | Suppl.1 to 00  | 30 septembre 2021 |                                                                                         |
| 2                        | 00    | Suppl.2 to 00  | 7 janvier 2022    | Prescriptions relatives à l’identification des logiciels                                |
| 3                        | 00    | Suppl. 3 to 00 | 22 juin 2022      | Pour les véhicules M et N jusqu'à 60 km/h                                               |
| 4                        | 01    | Début de série | 4 janvier 2023    | Création de la série 01                                                                 |
| 5                        | 00    | Suppl. 4 to 00 | 15 juin 2024      |                                                                                         |
| am 4                     | 01    | Début de série | 4 janvier 2023    | Possible ajout de changement de voie et de vitesse jusqu'à 130 km/h                     |
| révision 1               | 01    | Consolidation  |                   | Version en cours de consolidation prenant en compte les amendements applicables         |
| révision 1 / am 1        | 01    | Suppl. 1 to 01 | 24 septembre 2023 | Enregistrement des abandons de manœuvres de changement de voie                          |
| révision 1 / am 2        | 01    | Suppl. 2 to 01 | 15 juin 2024      | Référence la série 06 du Règlement ONU no 10 pour les champs magnétiques ou électriques |

## Bénéfices attendus
Mike Hawes, responsable de la Society of Motor Manufacturers & Traders (SMMT) considère que cette technologie permettra d'éviter 47 000 accidents sérieux et de sauver 3 900 vies sur la première décennie.

## Véhicules équipés

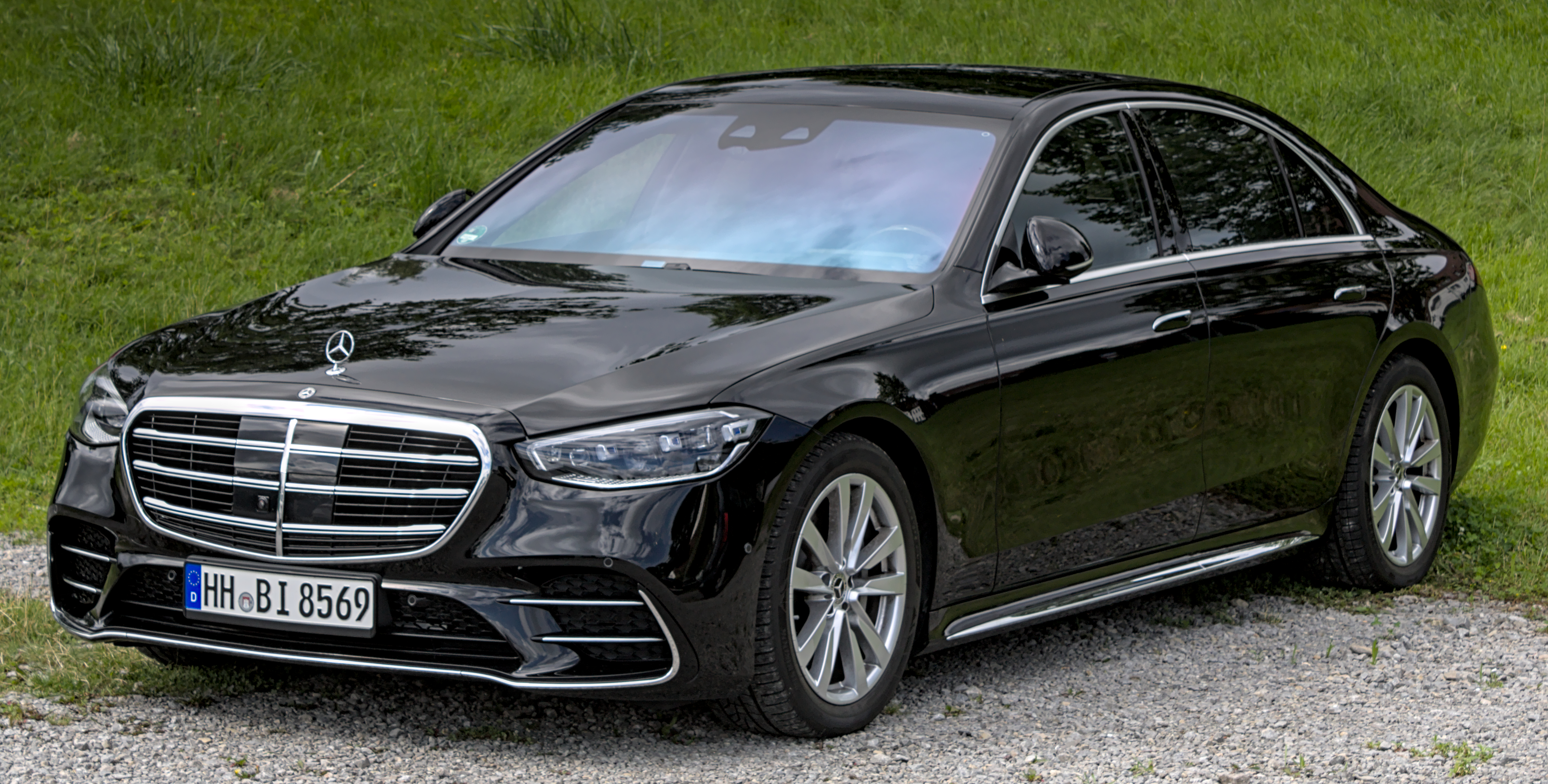
Mercedes-Benz, avec sa Classe S (W223), a annoncé homologuer au second semestre 2021 une fonctionnalité de conduite autonome sur autoroute.

- Honda a obtenu une autorisation au Japon pour  un véhicule de niveau 3 pour les embouteillages sur autoroute, dès 2020, avec des caractéristiques similaires à l'ALKS dont le Japon est partie prenante : en mars 2021, Honda lance le premier véhicule autonome de niveau 3 au Japon, doté d'une fonction Traffic Jam Pilot[40],[41],[42].
- La Mercedes-Benz classe S dispose d'une fonction d'automatisation conditionnelle (niveau 3 d'autonomie) prête à être homologué pour activation sur autoroute en Allemagne au second semestre 2021. Depuis 2021, le système automatisé de maintien dans la voie pourra être homologué en Allemagne qui en est partie prenante[43].
Mercedes s'attend à pouvoir activer la fonction jusqu'à 95 km/h sur la voie de droite de certaines autoroutes en Allemagne (autobahn) en 2025[44].

- La BMW Série 7 est homologuée depuis 2023 pour sa délégation de conduite de niveau 3 par l'autorité allemande (KBA)[45].